# Coua serriana
Coua serriana là một loài chim trong họ Cuculidae.